# 柯鳳翔
柯鳳翔（1541年—1619年），字志德，號桐冈，福建泉州府同安縣人。明朝政治人物。

## 生平
萬曆十六年（1588年）戊子科第四名經魁，十七年（1589年）聯捷己丑科進士。大理寺觀政，十月授刑部四川司主事，二十年差关外决囚，二十一年擢员外，升郎中，二十二年出为平樂府知府。二十四年丁母高恭人艱，服除，二十六年補知赣州府，三十二年考察調簡，三十四年調補慶遠府，三十八年擢两浙都轉運使。四十年以年老罷歸。卒年七十九，崇禎四年（1631年）學使者何公奏請崇祀鄉賢。

## 家族
曾祖柯维服；祖父柯辂（柯洪秉）；父柯梓。子柯擎霄、柯振霄、柯翀霄。